# Chusenellinae
Chusenellinae es una subfamilia de foraminíferos bentónicos de la familia Schwagerinidae, de la superfamilia Fusulinoidea, del suborden Fusulinina y del orden Fusulinida. Su rango cronoestratigráfico abarca el Pérmico.

## Discusión
Clasificaciones más recientes incluyen Chusenellinae en la superfamilia Schwagerinoidea, y en la subclase Fusulinana de la clase Fusulinata. Algunas clasificaciones incluyen Chusenellinae en la familia Pseudofusulinidae.

## Clasificación
Chusenellinae incluye a los siguientes géneros:
- Chusenella †
- Rugosochusenella †

Otros géneros considerados en Chusenellinae son:
- Eochusenella †
- Orientoschwagerina †, aceptado como subgénero de Chusenella, Chusenella (Orientoschwagerina)
- Pseudochusenella †
- Sosioella †, aceptado como subgénero de Chusenella, Chusenella (Sosioella)